# Outenikwageelhout
De outenikwageelhout (Afrocarpus falcatus) is een boom die inheems is in Zuid-Afrika. Deze boomsoort kan tot 60 meter hoog worden en is daarmee de hoogste boom van het land. Ze worden er daarom wel de reuzen van het bos genoemd. De boom komt voornamelijk voor bij de Tuinroute, vanaf Mosselbaai tot voorbij Knysna, aan de zuidkust van de provincie West-Kaap. De boom kan 600 jaar oud worden en kan ongeveer een meter per jaar groeien. De boom gedijt goed in volle zon en heeft weinig water nodig.
Het hout is gewild om er meubelen van te maken. De meubelmakerijen zijn vooral rond Knysna aan te treffen. Er kan ter bescherming van de soort echter maar een beperkt aantal bomen per jaar gekapt worden.

## Reuzen
De meeste reuzen van het Knysnabos behoren tot deze soort. De bekende 'grootboom' van Woodville is een bezienswaardigheid. Hij is 33 m lang en heeft een omtrek van 4 meter en zal ongeveer 800 jaar oud zijn. De bekendse reus staat bij het bosbouwbedrijf Diepwalle en is zo'n 650 jaar oud en 40 m hoog. Deze boom is vernoemd naar koning Edward VII van het Verenigd Koninkrijk. Op de Blauwberg in Limpopo staat ook een reus die sinds 2013 onder bescherming gekomen is.

## Andere namen
De grote geelhoutbomen van deze soort staan ook in de volksmond bekend als Kalander(bomen) of Kalandergeelhout. Andere namen zijn Outeniqwa, Outenikwalander, Basteroutenikwa en Sekelblaargeelhout.
Hout dat van een boom gekapt wordt, wordt in het bos snel aangevreten door de kalanderkever.

## Galerij

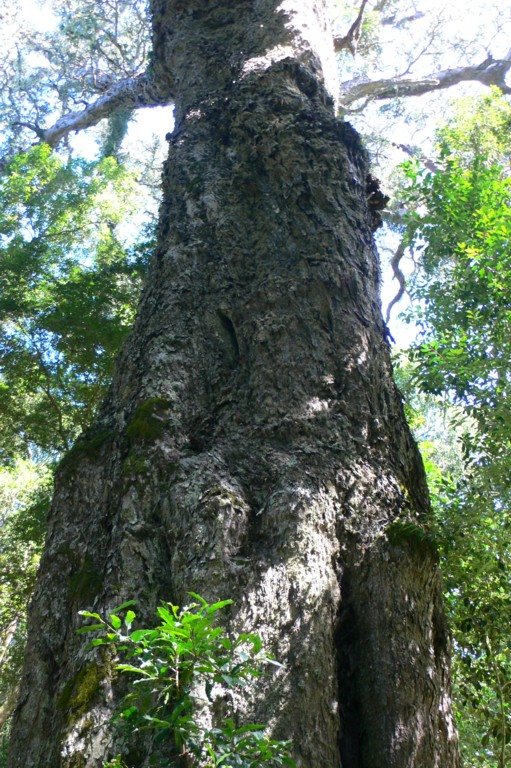
'Grootboom' in Wildernispark
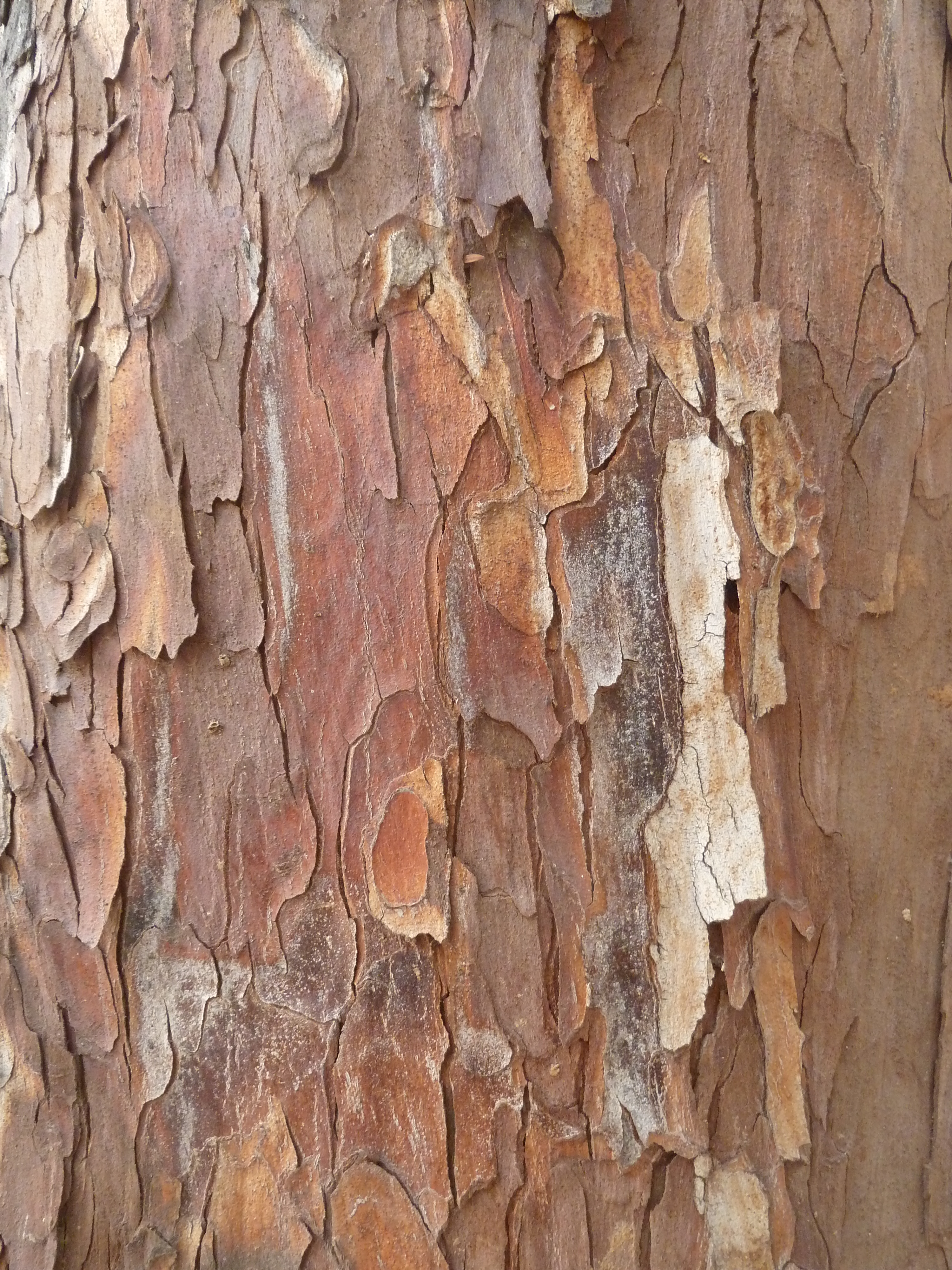
Bast-textuur
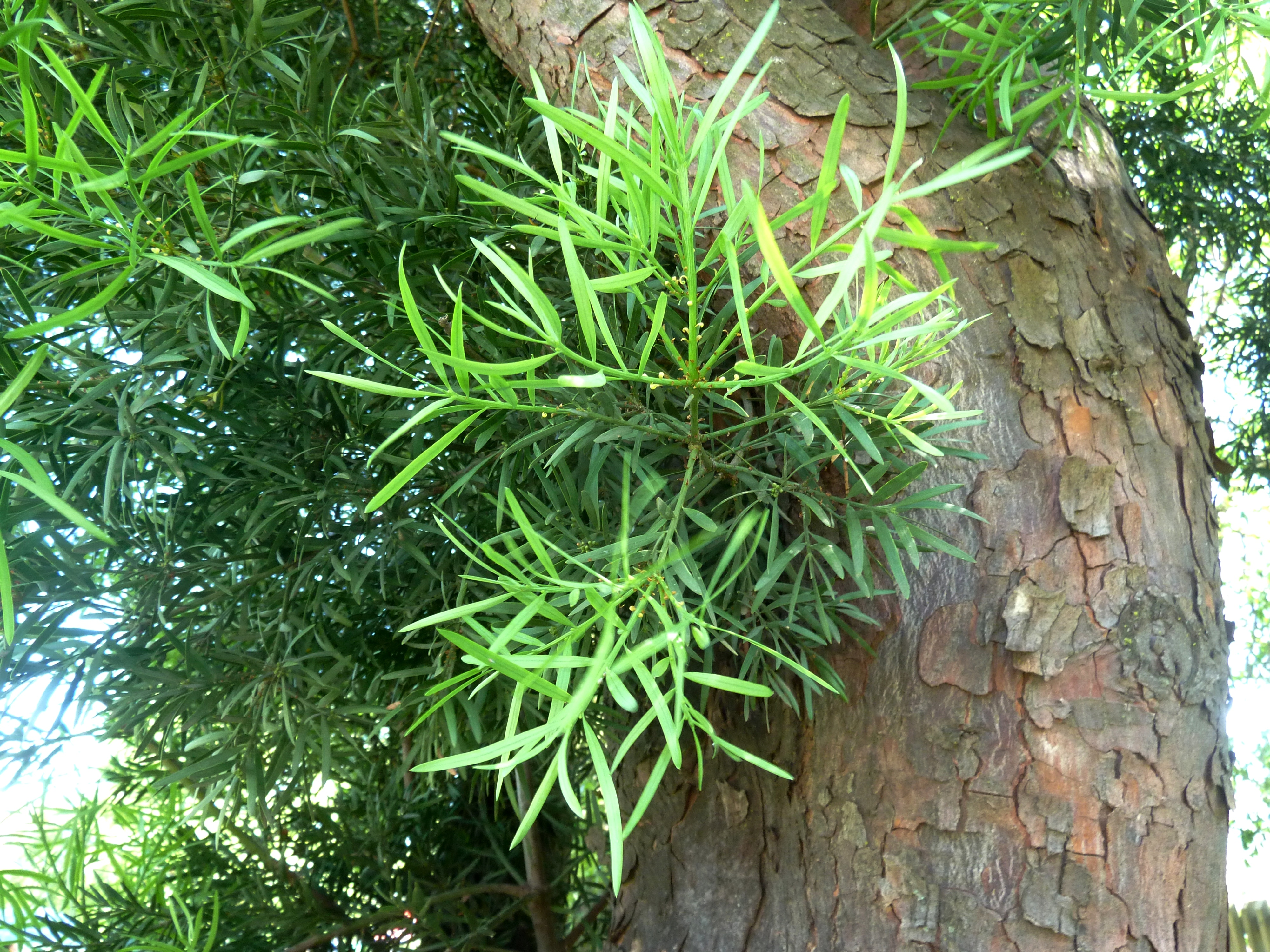
Loof en bast